# Marmit

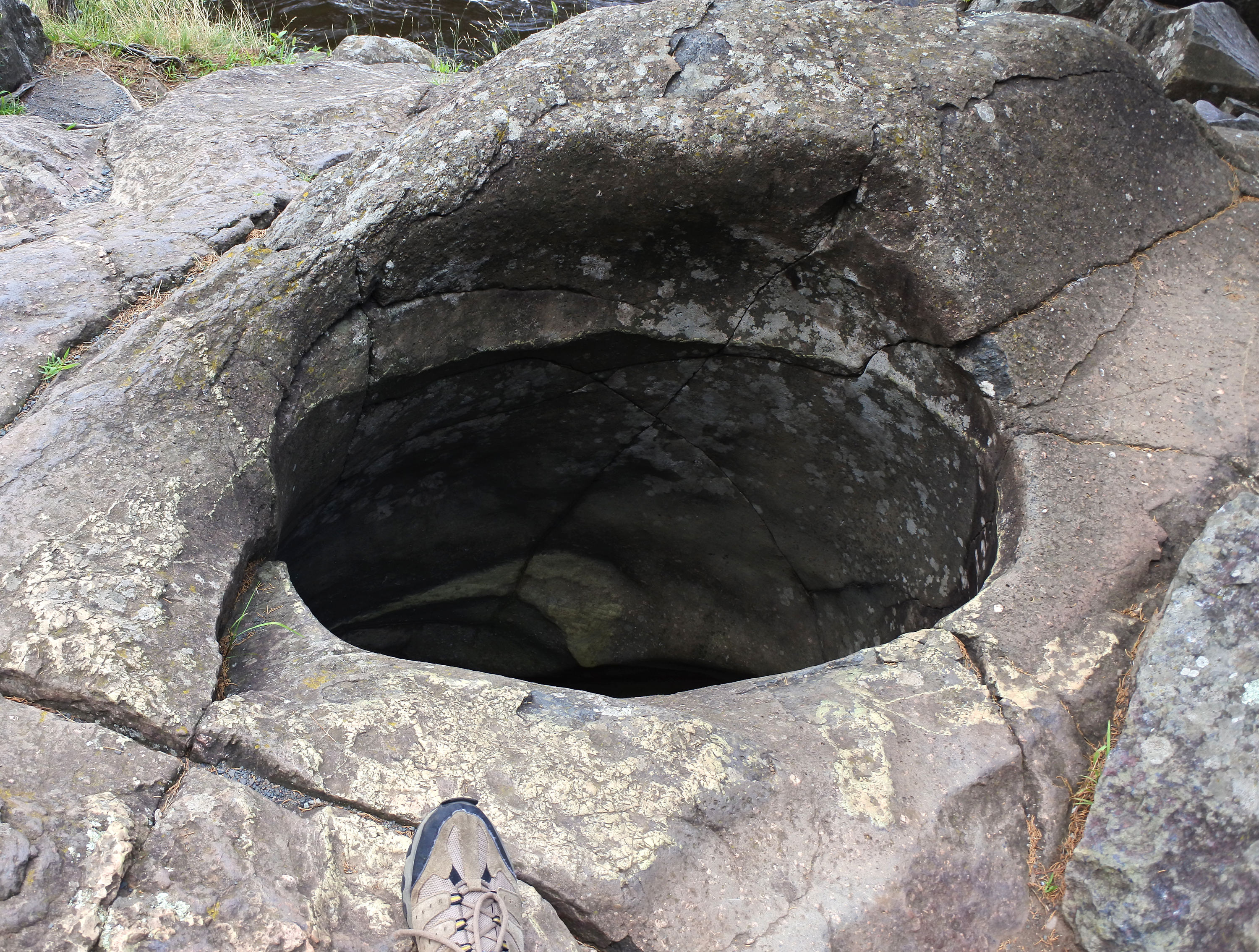
Marmit w bazalcie, St. Croix River, Interstate State Park, Wisconsin, USA

Marmit (garniec lodowcowy) – zagłębienie eworsyjne w formie cylindra o wygładzonych ścianach i zaokrąglonym dnie, wyżłobione w litej skale pod ciałem lodowca przez wody subglacjalne lub też przez wody supraglacjalne, spadające w głąb lodowca młynem lodowcowym i wprawiające w ruch wirowy kamienie znajdujące się na dnie tego zagłębienia. Marmity rozwijają się z reguły w lokalnych zagłębieniach lub szczelinach skały i mogą osiągać głębokość kilkunastu metrów.